# نایکانری
نای کانری (به ژاپنی: 内管領 ないかんれい/うちのかんれい) به معنی کانری داخلی؛ به خدمتگزار خاندان توکوسو، خاندان اصلی خاندان هوجو که شیکن در شوگون سالاری کاماکورا بودند، گفته می‌شود. او را میئوچی تونین نیز می‌نامند. این به معنای «رئیس امور خاندان توکوسو» است و یک سمت در شوگون‌سالاری نیست.

## تاریخ
گفته می‌شود که سلف آن در سال ۱۲۲۴ بود، زمانی که نایب السلطنه سوم، هوجو یاسوتوکی، بیتو کاگه‌تسونا را به عنوان مباشر منصوب کرد. نمونه ای از خدمتگزار خانواده توکوسو که اوچی کانری نامیده می‌شود را می‌توان از شیکن هشتم، هوجو توکیمونه، و شیکن نهم، هوجو ساداتوکی، از تایرا نو یوشیتسونه مشاهده کرد. پس از مرگ هوجو توکیمونه، یوریتسونا با قوی‌تر شدن قدرت گوکه‌نین‌ها به شهرت رسید و او با آداچی یاسوموری، یک گوکنین با نفوذ، بر سر اصلاحات در کوان درگیر شد. در شورش شیموتسوکی در سال ۱۲۸۵، یاسوموری و دیگران نابود شدند و سیستم مدیریت شوگون سالاری که تا آن زمان توسط شورایی از گوکه‌نین‌ها اداره می‌شد، به دیکتاتوری توکوسو با در راس قرار گرفتن هوجو ساداتوکی تبدیل شد. از آنجایی که او تنها یک رعیت و ملازم خاندان هوجو، و یکی از گوکنین‌ها بود، در ابتدا با او به عنوان یک ملازم رده پایین رفتار می‌شد، اما پس از حادثه شیموتسوکی، او به یک ملازم رتبه بالاتر تبدیل شد.
پس از شکست یوریتسونا در شورش هیزنمون در سال ۱۲۹۳، هوجو مونه‌کاتا برای مدتی به عنوان نایشی کاتا خدمت کرد و عنوان «نایشی کن» به او داده شد. با این حال، بعدها، زمانی که هوجو مونه‌کاتا در جنگ کاگن شکست خورد، ناگاساکی تاکاتسونا (انکی)، یکی از اعضای خانواده یوریتسونا، منصوب شد و سیستم «نای کانری» بازسازی شد.
تاکاتسونا و پسرش ناگاساکی تاکاسوکه یکی پس از دیگری به سمت نایکانری منصوب شدند و در دوران پسر ساداتوکی هوجو تاکاتوکی، قدرتی را در دست داشتند که این قدرت حتی از تاکاتوکی، خاندان توکوسو، پیشی گرفته بود. با این حال، هنگامی که شوگون سالاری به دلیل شورش نیتا یوشیسادا و دیگرانی که در جنبش ضد شوگونی امپراتور گو-دایگو شرکت داشتند سقوط کرد، این موقعیت نیز ناپدید شد.

## بررسی اجمالی

### طرح کلی فرایند تأسیس
به پایه آزوما کاگامی، اوکورا گوشو، اقامتگاه میناموتو نو یوریتومو، در ۱۲ دسامبر ۱۱۸۰ در اوکورا-گو، کاماکورا تأسیس شد و به این ترتیب یک اقامتگاه سامورایی، که می‌توان نمونه اولیه ساختار حکومتی شوگونی نامید، به وجود آمد و  منجر به تشکیل دولت سامورایی شد. در اکتبر  سال دوم جوئی (۱۱۸۳)، دربار امپراتوری،  یوریتومو را مسئول جمع آوری  مالیات سالانه از خانه‌ها و کوریو و مالیات کالاهای رسمی در استان‌های شرقی کرد و در عین حال حق یوریتومو برای حکومت بر شرق را رسماً به رسمیت شناخت. خاندان تایرا در نبرد دان نو اورا (۱۱۸۵) نابود شد و در همان سال، منشور امپراتوری بونجی (۱۱۸۵) به یوریتومو قدرت شوگو و کنترل زمین های  ولایت ها را تأیید کرد.  در سال اول کنکیو (۱۱۹۰)، یوریتومو به گون دایناگون و اوکونو دایشو منصوب شد و به عنوان یک اشراف درباری (کوگه) شناخته شد و حق تأسیس کومونشو (بعدها ماندوکورو) را داشت . در سال ۱۱۹۲  او سی تایشوگون اعلام شد. به این ترتیب، دولت به عنوان یک دولت سامورایی هم به نام و هم در واقعیت تأسیس شد. با تأسیس شوگو، حکومت شوگون مسئولیت حفظ نظم عمومی در ولایت های مختلف را برعهده داشت، اما در ابتدا، به ویژه در غرب ژاپن، تحت کنترل دوگانه دربار امپراتوری و دفتر شعبه آن، کوکوفو بود، اما دامنه آن به تدریج گسترش یافت. پس از جنگ جوکیو و حمله مغول به ژاپن، آنها توانستند کنترل سراسری را برقرار کنند.